# Heinrich Güldig
Heinrich Güldig (* 22. Dezember 1820 in Stuttgart; † 8. Juli 1893 in Großgartach) war zur Zeit der Revolution von 1848/49 Verleger der Heilbronner Zeitung Neckar-Dampfschiff. Später gab er noch weitere Zeitungen heraus. Er vermachte sein Haus und sein Vermögen testamentarisch der Gemeinde Großgartach, wo er seinen Altersruhesitz hatte und wo heute eine Straße nach ihm benannt ist.

## Leben
Güldig übernahm das Neckar-Dampfschiff im Revolutionsjahr 1848 und wurde damit „Sprachrohr der demokratischen Linken“. Nach dem Scheitern der Revolution war er eine Zeit auf der Festung Hohenasperg inhaftiert. Er betrieb weiterhin eine Druckerei in Heilbronn, die neben den Nachfolgeblättern des Neckar-Dampfschiffs, der Neuen Neckar-Zeitung aus Heilbronn (1851–1855) und der Heilbronner Zeitung (ab 1879) u. a. auch den Heilbronner Anzeiger für Handel und Verkehr und das Wochenblatt für die landwirtschaftlichen Bezirksvereine herausgab. Seinen Altersruhesitz bezog er in der Nordheimer Straße am Ortsrand von Großgartach, heute ein Ortsteil von Leingarten. Das für ihn dort errichtete Haus hatte eine markante Schieferimitations-Verkleidung aus quadratischen Blechtafeln, weswegen es auch als das Blechhaus bekannt war. Er war zweimal verheiratet und verstarb wahrscheinlich kinderlos. Seinen Altersruhesitz sowie sein Vermögen vermachte er der Gemeinde Großgartach. Testamentarisch bestimmte er, dass sein Wohnhaus zur Ansiedlung eines Arztes in Großgartach genutzt werden sollte. Als nach dem Ersten Weltkrieg dann tatsächlich ein Arzt angesiedelt werden konnte, verlegte dieser seine Praxis und seinen Wohnsitz jedoch in die Ortsmitte. Das gestiftete Vermögen fiel der Inflation der 1920er Jahre zum Opfer. Das Blechhaus wurde um 1970 abgerissen, an seiner Stelle befindet sich heute das evangelische Gemeindehaus. Nach dem Stifter ist in Leingarten heute eine Straße benannt.